# Brand-Erbisdorf
Brand-Erbisdorf je velké okresní město v německé spolkové zemi Sasko. Nachází se v zemském okrese Střední Sasko a má přibližně 8 900 obyvatel.

## Historie
Lesní lánová ves Erbisdorf je v písemných pramenech poprvé zmíněna roku 1209 Erlwinesberc, první zmínka o Brandu pak pochází z roku 1441, kdy je uváděn jako Brent. Obě vesnice se roku 1912 spojily a vytvořily město Brand-Erbisdorf. To bylo mezi lety 1952 a 1994 sídlem stejnojmenného městského okresu. Od roku 1997 má Brand-Erbisdorf status velkého okresního města.

## Přírodní poměry
Brand-Erbisdorf z jihu navazuje na Freiberg, okresní město zemského okresu Střední Sasko. Nachází se ve východním Krušnohoří mezi údolími říček Münzbach a Große Striegis. Střed města leží v nadmořské výšce asi 473 m n. m., nejnižší bod města o nadmořské výšce asi 390 m n. m. se nachází v údolí říčky Große Striegis a nejvyšší bod s nadmořskou výškou asi 591 m n. m. jižně od Langenau. Železniční stanice Brand-Erbisdorf je mimo provoz, stejně jako jím procházející železniční trati Berthelsdorf–Großhartmannsdorf a Brand-Erbisdorf–Langenau.

## Správní členění
Brand-Erbisdorf se dělí na 7 místních částí:
- Brand-Erbisdorf
- Gränitz
- Himmelsfürst
- Langenau
- Linda
- Oberreichenbach
- St. Michaelis

## Pamětihodnosti
- evangelicko-luterský městský kostel
- Bartholomäusschacht
- radnice